# Kunki (województwo warmińsko-mazurskie)
Kunki (dawniej niem. Kunchengut) – wieś w Polsce położona w województwie warmińsko-mazurskim, w powiecie olsztyńskim, w gminie Olsztynek. W latach 1975–1998 miejscowość administracyjnie należała do województwa olsztyńskiego.
Wieś położona ok. 6 km na południe od Olsztynka. Większość domów pochodzi z okresu 1910-1930. W miejscowości jest wodociąg, linia telefoniczna i niepubliczna szkoła podstawowa. Obecnie w budynku byłej szkoły znajduje się Świetlica Kunki.

## Historia
Wieś założona prawdopodobnie w 1341 r. W czasach krzyżackich wieś pojawia się w dokumentach w roku 1341, podlegała pod komturię w Olsztynku, były to dobra krzyżackie o powierzchni 40 włók. W czasie wojny polsko-krzyżackiej, w 1410 r. uległa zniszczeniu. 
Pierwsze informacje o szkole pochodzą z 1886 r.
W 1939 r. we wsi mieszkały 372 osoby. W tym czasie nauczycielem w tutejszej szkole był Bruno Skrzezka. 
Po 1945 r. we wsi osiedlili się Polacy, przesiedleni z kresów wschodnich. W latach 70. XX w. założono w Kunkach Rolnicza Spółdzielnię Produkcyjną. Spółdzielnia upadła, a po 1990 r. ziemię wykupił Feliks Siemienas, zamierzają utworzyć ekologiczne osiedle mieszkaniowe dla Polonii. Przedsięwzięcia nie udało się zrealizować. W 2005 r. we wsi było 210 mieszkańców

## Zabytki
- Murowana z kamienia polnego i cegły, mała dzwonnica.
- Cmentarz ewangelicki z XIX w., znajduje się przy drodze do Pawłowa.